# Femtômetro
O femtômetro (português brasileiro) ou femtómetro (português europeu) (alternativamente, fentómetro; grafia americana femtometer), símbolo fm, (derivado da palavra em dinamarquês e norueguês femten 'quinze', em grego clássico: μέτρον; romaniz.: metrοn) é uma unidade de comprimento no Sistema Internacional de Unidades (SI) equivalente a 10−15 metros, o que significa um quadrilionésimo de um metro. Esta distância é às vezes chamada de fermi e recebeu esse nome em homenagem ao físico italiano naturalizado americano Enrico Fermi, sendo uma escala de comprimento típica da física nuclear.

## Definição e equivalentes
1000000 zeptômetros = 1 femtômetro = 1 fermi = 0,000001 nanômetro = 10−15 metros
1000000000000 femtômetros = 1 milímetro.
Por exemplo, o raio de carga de um próton é aproximadamente 0,841 femtômetros enquanto o raio de um núcleo de ouro é aproximadamente 8,45 femtômetros.
1 barn = 100 fm2

## História
O femtômetro foi adotado pela 11ª Conférence Générale des Poids et Mesures, e adicionado ao SI em 1964, usando a palavra dinamarquesa para "15" e a semelhança na grafia com fermi.
O fermi é nomeado em homenagem ao físico italiano Enrico Fermi (1901–1954), um dos fundadores da física nuclear. O termo foi cunhado por Robert Hofstadter em um artigo de 1956 publicado na Reviews of Modern Physics intitulado "Electron Scattering and Nuclear Structure". O termo é amplamente utilizado por físicos de partículas e físicos nucleares. Quando Hofstadter recebeu o Prêmio Nobel de Física de 1961, ele apareceu posteriormente no texto de sua Palestra Nobel de 1961, "The electron-scattering method and its application to the structure of nuclei and nucleons" (11 de dezembro de 1961).